# Ramasse
Ramasse är en kommun i departementet Ain i regionen Auvergne-Rhône-Alpes i östra Frankrike. Kommunen ligger  i kantonen Ceyzériat som ligger i arrondissementet Bourg-en-Bresse. Kommunens areal är 9,86 km². År 2022 hade Ramasse 332 invånare.

## Befolkningsutveckling
Antalet invånare i kommunen Ramasse
Referens: INSEE